# Rifargia hecina
Rifargia hecina är en fjärilsart som beskrevs av William Schaus 1939. Rifargia hecina ingår i släktet Rifargia och familjen tandspinnare. Inga underarter finns listade.